# John-S.-Thompson-Brücke

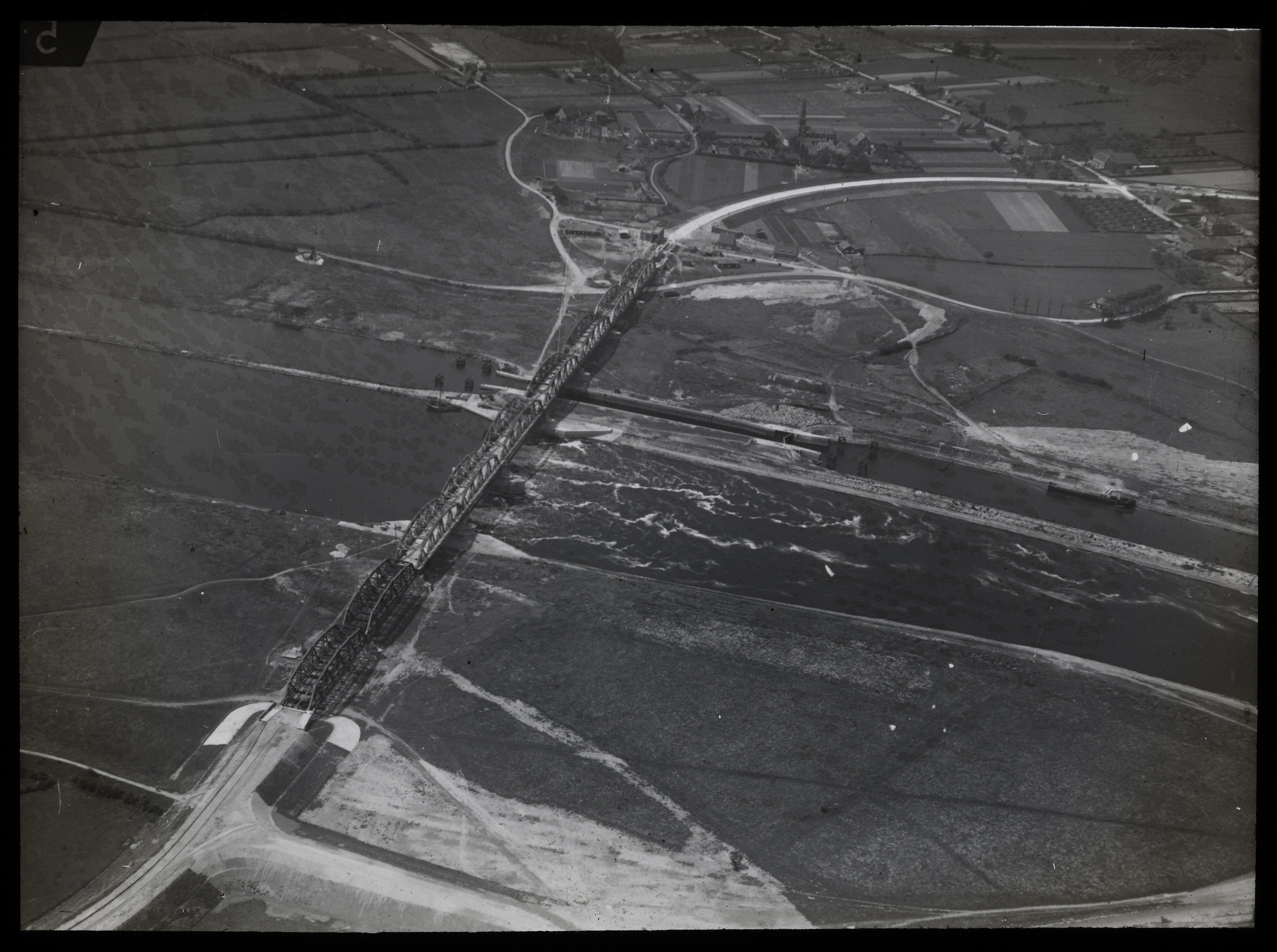
Luftbild

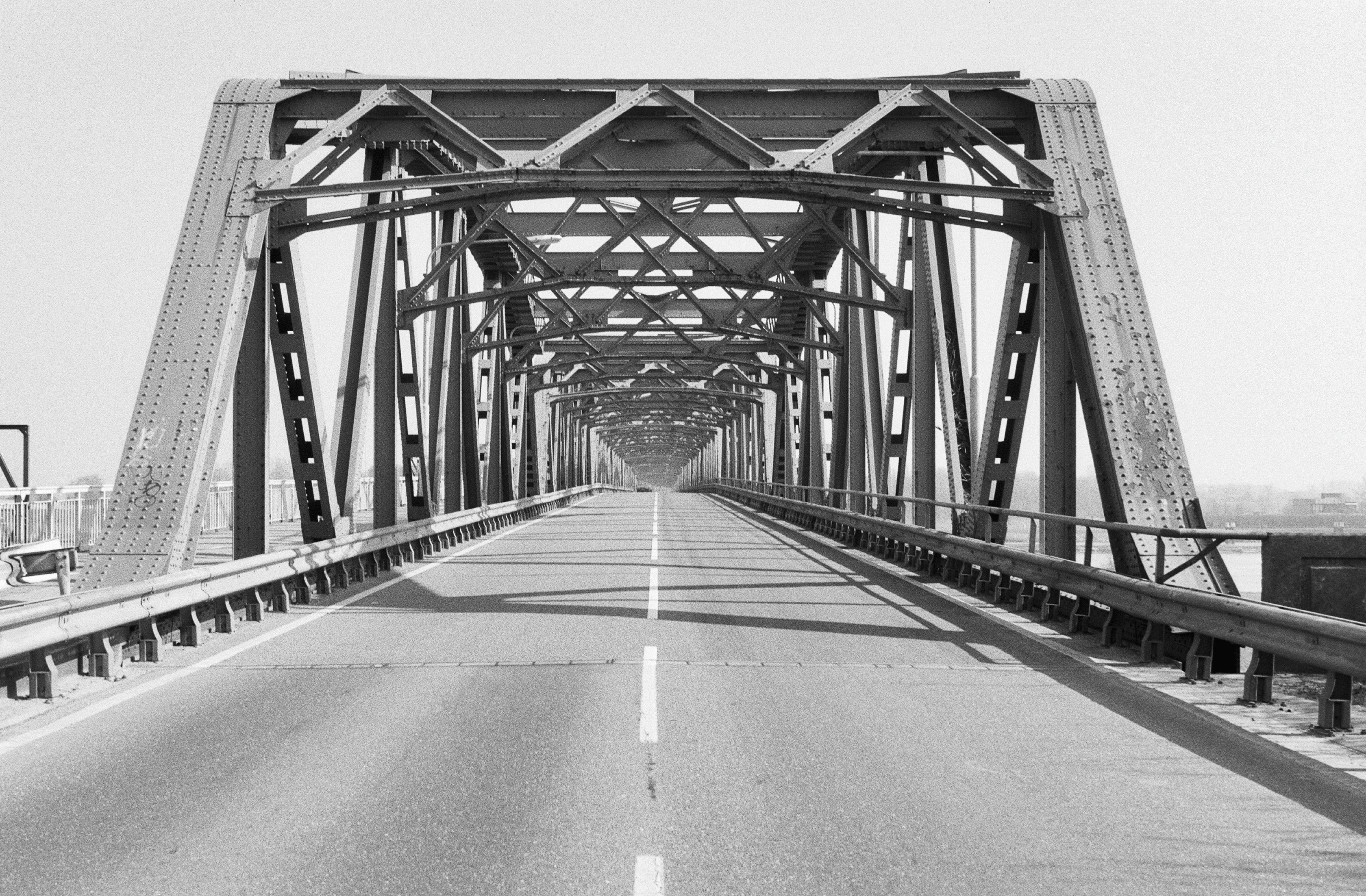

Die John-S.-Thompson-Brücke (niederländisch John S. Thompsonbrug) ist eine Brücke über die Maas zwischen Grave und Nederasselt in den Niederlanden. Sie ist bedeutend für die Straßenverbindung von ’s-Hertogenbosch nach Nijmegen und wurde zwischen 1926 und 1929 errichtet.
Die Brücke war 1944 ein strategisches Ziel der Operation Market Garden. 2004 wurde sie nach Leutnant John S. Thompson (1917–1988) benannt, der sie zusammen mit seiner Gruppe während der Operation eingenommen hatte.